# Juan Pando Marcos
Juan Pando es un periodista, crítico y escritor cinematográfico español nacido en Barcelona en 1956 y criado en Madrid. Sus textos se han publicado en el diario El Mundo, el semanario Diez Minutos y el mensual especializado Fotogramas, entre otras publicaciones.
Después de cursar estudios de Derecho y Periodismo, inició su actividad profesional en el periodismo en la agencia Efe, la Cadena Ser y la agencia Colpisa. Escribió en Villa de Madrid, fue subdirector del quincenal vitivinícola Marco Real, redactor jefe de Gastronomía y Enología y de Nueva Banca, y productor del programa Un mundo feliz de RNE-Radio 1. A final de la década de 1980 se especializó en información de cine, trabajando desde entonces en este campo en prensa, radio y televisión.
Ejerció la crítica en el semanario de educación Escuela Española y ha publicado sus reportajes y entrevistas, entre otras, en revistas como Elle, Muy Interesante, Mia, Glamour, Escuela Española, Dunia, Fantastic, Ragazza, Paisajes desde el tren, Crecer Feliz, Biba, Estar Viva, Ono y Supertele.
En televisión fue crítico de La semana que viene, magazín de Julia Otero en Tele 5, y de Mundo Mundial, programa de cine de Vía Digital dirigido por Toni Garrido. En el medio radiofónico, fue contertulio de Rompeolas, de la Cadena SER, y experto cinematográfico de Buenas tardes, corazón, dirigido por Consuelo Berlanga en Radio Corazón, del Grupo Z. 
Ha colaborado con diversos festivales, en especial con el Festival de Cine Iberoamericano de Huelva, del que fue miembro del consejo asesor y asesor de su director. Ha sido, también, jurado en distintos certámenes audiovisuales. 
Es miembro de la Academia de las Artes y las Ciencias Cinematográficas de España y fue secretario general del Círculo de Escritores Cinematográficos (CEC), decana de las asociaciones de críticos e informadores cinematográficos de España.
Ha ejercido como profesor de Historia del Cine en la escuela Taller de Cine de Madrid. Toma parte de modo regular en mesas redondas, cursillos, ciclos de conferencias, congresos y jornadas relacionadas con temas cinematográficos.

## Obras destacadas
- Hollywood al desnudo (Espasa Calpe, 1997)
- Nacidos para triunfar: Cien actores jóvenes (Ediciones B,1997)
- Crónica negra de Hollywood (Espasa Calpe, 1998)